# 2024年パリパラリンピックのブータン選手団
2024年パリパラリンピックのブータン選手団は、2024年8月28日から9月8日までフランスのパリで開催された2024年パリパラリンピックブータン選手団の名簿。

## 選手団
- 人員: 選手 1人
- 開会式旗手: キンレイ・デン

## 種目別選手・スタッフ名簿及び成績

### 射撃
| 選手           | 種目                    | 予選  | 予選 | 決勝     | 決勝     |
| 選手           | 種目                    | 得点  | 順位 | 得点     | 順位     |
| -------------- | ----------------------- | ----- | ---- | -------- | -------- |
| キンレイ・デン | 女子10mエアライフル立射 | 616.8 | 10位 | 予選敗退 | 予選敗退 |